# State of Decay
State of Decay (Estado de decadencia) es el cuarto serial de la 18.ª temporada de la serie británica de ciencia ficción Doctor Who, emitido originalmente en cuatro episodios semanales del 22 de noviembre al 13 de diciembre de 1980. Es el segundo de los tres seriales interconectados conocidos como la Trilogía del E-Espacio. Adric se convierte en acompañante del Cuarto Doctor tras meterse de polizón en la TARDIS al final del serial anterior.

## Argumento
Tras los eventos de Full Circle, el Doctor, Romana y Adric como nuevo acompañante y polizón llegan a un planeta que parece estar en un periodo feudal. Los campesinos viven bajo el yugo de tres señores, Zargo, Camilla y Aukon, que viven en una torre sombría, y experimentan un ritual anual llamado "la Selección", en el cual se lleva a un grupo de campesinos a la torre a los que nunca más se vuelve a ver. Este proceso de selección es llevado a cabo por una banda de guardias matones dirigidos por Habris. El Doctor y Romana descubren pruebas de una tecnología considerablemente más avanzada que el nivel de desarrollo medieval del planeta, y se preguntan que hizo que el planeta involucionara a su condición rústica actual en "estado de decadencia". La única sugerencia de Romana es que hay una fuerza poderosa reteniendo a sus habitantes ahí. Mientras los dos se dirigen al pueblo, son capturados por unas figuras encapuchadas. Mientras, Adric va al pueblo y es descubierto por los dueños de la posada. Lord Aukon le descubre y captura, y al ver que es un alienígena, decide que es perfecto para ser uno de los "elegidos"...

### Continuidad
Este serial es el segundo fragmento de la aventura más larga conocida como la "Trilogía del E-Espacio", que comenzó en el serial anterior, Full Circle y concluyó con Warriors' Gate. El Doctor menciona su infancia en Gallifrey y a "un viejo ermitaño que vivía en lo alto de las montañas al sur de Gallifrey (y que) solía contarme historias de fantasmas", cuentos de la guerra de los Señores del Tiempo contra los vampiros. Esta es la primera vez que menciona a su mentor de juventud desde su última regeneración. Esta figura K'anpo (o Cho-Je) es mencionada por primera vez en The Time Monster y aparece en Planet of the Spiders.

## Producción
| Episodio          | Fecha de emisión        | Duración | Espectadores en millones | Estado en el archivo  |
| ----------------- | ----------------------- | -------- | ------------------------ | --------------------- |
| Episodio 1        | 22 de noviembre de 1980 | 22:24    | 5,8                      | Cinta original en PAL |
| Episodio 2        | 29 de noviembre de 1980 | 23:16    | 5,3                      | Cinta original en PAL |
| Episodio 3        | 6 de diciembre de 1980  | 24:13    | 4,4                      | Cinta original en PAL |
| Episodio 4        | 13 de diciembre de 1980 | 24:54    | 5,4                      | Cinta original en PAL |
| [ 2 ] [ 3 ] [ 4 ] |                         |          |                          |                       |

Entre los títulos provisionales de la historia se incluyen The Wasting (Los perdidos) y The Witch Lords (Los señores brujos) El serial era una versión reescrita de una historia titulada originalmente The Witch Lords, después retitulada The Vampire Mutations (Las mutaciones vampíricas) que Dicks había enviado a la serie en 1977 pero no se había usado antes por temor conflicto con la entonces reciente producción de la BBC de El conde Drácula, y que entonces reemplazó Horror of Fang Rock. En este serial y el siguiente aparece un modelo mejorado de K-9.

## Publicaciones comerciales
State of Decay se publicó en VHS en octubre de 1997. El DVD se publicó el 26 de enero de 2009 dentro de una compilación titulada The E-Space Trilogy, junto con Warriors' Gate y Full Circle.